# AKKODiSコンサルティング
AKKODiSコンサルティング株式会社（アコーディスコンサルティング株式会社、英: AKKODiS Consulting Ltd.）は、コンサルティング、およびAI、データサイエンス、メカトロニクス、エレクトロニクス、情報システム、バイオ・ケミストリー分野におけるシステムエンジニアリングサービスを主力事業とする企業。本社を東京都港区に置く。
2023年、ベルギーのAKKA Technologiesとの統合により、社名をModisから現社名へと変更した。事業ブランド名称は「AKKODiS」（アコーディス）。

## 概要
メイテックの創業者であり馬主でもある関口房朗により1997年に設立された株式会社ベンチャーセーフネット（VSN）を日本における展開の源とする。
関口はその後全株式を売却し、現在はスイスに本社を置く総合人材サービス企業のアデコグループ傘下となり、多国籍企業グループの一社として事業展開する。
経営戦略・人事制度改革・DX推進等に対するコンサルティングを手掛けるほか、システム開発・運用等の技術支援、社員研修プログラムや講師派遣等の人材育成サービスを提供している。
本社の他、品川、仙台、宇都宮、横浜、名古屋、梅田、博多に事業所を置く。
2021年、経済産業省から「情報処理支援機関」に認定。
2023年、静岡県南伊豆町の情報化統括責任者（CIO）補佐官に社員が就任。2024年、静岡県下田市と「DXを推進する人財育成に向けた包括連携協力に関する協定」を締結し、同市のDX推進計画に参与。

## 沿革
- 2004年
  - 2月 - 東京都港区芝浦に株式会社VSNを設立。
  - 4月 - 株式会社VSNから、会社分割により特定労働者派遣事業を承継。
- 2005年1月 - 有料職業紹介事業を開始。
- 2006年
  - 2月 - 一般労働者派遣事業の許可を取得。
  - 12月 - ジャスダック証券取引所に株式を上場。
- 2010年4月 - ジャスダック証券取引所と大阪証券取引所の合併に伴って、大阪証券取引所（JASDAQ市場）に上場。
- 2011年1月 - マネジメント・バイアウト（MBO：経営陣による買収）により大阪証券取引所（JASDAQ市場）上場廃止。
- 2012年1月 - アデコグループがVSNの全株式を取得。
- 2020年7月 - 事業ブランドの名称をModis VSNへ変更。
- 2022年
  - 1月 - Modis株式会社を設立。
  - 2月 - Adecco Groupがベルギーに本社を置くエンジニアリングR&D企業AKKA Technologiesの発行済み株式の過半数を取得。
  - 6月 - 一般社団法人日本人材派遣協会会長に川崎が就任[5]。
- 2023年4月 - ModisとAKKAを統合し、AKKODiSコンサルティング株式会社に社名変更。

## 経営体制
1999年にVSNへ新卒入社した川崎は、営業課長、IT事業部長を経て、26歳で取締役となる。
創業者である関口は2007年6月に取締役会長を退任して相談役となるが、2008年3月には保有する株の全てを売却し、相談役も退いた。同社の業績は上昇を続けたが、2008年にリーマンショックが起きると9年ぶりの営業赤字に転落する。日本経済における大幅な景気後退の最中である2010年、代表取締役社長に就任した川崎はMBOを敢行し、翌年、同社は非上場化する。2012年、アデコグループが全株式を取得する形でグループの傘下となり、川崎はアデコ日本法人の取締役を兼任する。

## プロモーション

### 広告戦略
2023年から岡田准一をテレビコマーシャルに起用した新たなブランディングを開始。

### キャッチフレーズ
- 『日本を、課題解決先進国に。』
- 『失われた30年を5年で取り戻す。』
- 『日本に、新しいブレーンを。』